# النمس (فلم)
النمس فيلم مصري إنتاج عام 2000م، من تأليف عصام الشماع وإخراج على عبد الخالق .
تاريخ عرض الفيلم يوافق عيد الفطر في مصر 1420 هـ.

## الابطال
- محمود عبد العزيز
- يارا
- سهام جلال
- فاتن شعبان
- حسين الإمام
- علي الجندي
- عبد العزيز مخيون
- نهلة سلامة
- سيد مصطفى
- عادل هلال
- سامي سرحان

## وصلات خارجية
- النمس على موقع IMDb (الإنجليزية)
- النمس على موقع قاعدة بيانات الأفلام العربية
- النمس على موقع قاعدة بيانات الفيلم (الإنجليزية)
- النمس على موقع ليتربوكسد (الإنجليزية)